# Amt Gadebusch
Im Amt Gadebusch haben sich sieben Gemeinden und die Stadt Gadebusch (Verwaltungssitz) zur Erledigung ihrer Verwaltungsgeschäfte zusammengeschlossen. Am 1. Januar 2004 fusionierte die bis dahin amtsfreie Stadt Gadebusch mit dem seit dem 1. August 1991 bestehenden Amt Gadebusch-Land zum neuen Amt Gadebusch. Das Amt liegt im Südwesten des Landkreises Nordwestmecklenburg und grenzt im Süden an den Landkreis Ludwigslust-Parchim und im Westen an den schleswig-holsteinischen Kreis Herzogtum Lauenburg.

## Beschreibung
Das Amtsgebiet liegt in der Übergangszone zwischen dem nordwestlichen Teil der Mecklenburgischen Seenplatte und den Lauenburgischen Seen. Im Amtsbereich liegt ein Teil der Nordsee-Ostsee-Wasserscheide. Während die Flüsse Radegast und Stepenitz nach Norden zur Ostsee fließen, nimmt der Fluss Schilde den umgekehrten Weg über die Schaale, Sude und Elbe zur Nordsee. Die höchste Erhebung des Amtsgebietes liegt bei 82 m ü. NHN.
Durch das Amt Gadebusch führen die Bundesstraßen 104 und 208. Die Stadt Gadebusch liegt an der Nebenbahn-Strecke Schwerin–Rehna.

## Die Gemeinden mit ihren Ortsteilen
- Dragun mit Drieberg Dorf, Drieberg Hof, Meierei, Neu Dragun und Vietlübbe
- Stadt Gadebusch mit Klein Hundorf Buchholz, Dorf Ganzow, Ganzow, Güstow, Möllin, Neu Bauhof, Reinhardtsdorf, Stresdorf und Wakenstädt
- Kneese mit Dutzow und Sandfeld
- Krembz mit Alt Steinbeck, Groß Salitz, Lützowshorst, Neu Steinbeck, Radegast, Schönwolde und Stöllnitz
- Mühlen Eichsen mit Goddin, Groß Eichsen, Schönfeld, Schönfeld Mühle und Webelsfelde
- Roggendorf mit Breesen, Groß Thurow, Klein Salitz, Klein Thurow, Marienthal und Neu Thurow
- Rögnitz mit Bentin und Woldhof
- Veelböken mit Botelsdorf, Frauenmark, Hindenberg, Passow, Passow Ausbau, Paetrow und Rambeel

## Wappen, Flagge, Dienstsiegel
Das Amt verfügt über kein amtlich genehmigtes Hoheitszeichen, weder Wappen noch Flagge. Als Dienstsiegel wird das kleine Landessiegel mit dem Wappenbild des Landesteils Mecklenburg geführt. Es zeigt einen hersehenden Stierkopf mit abgerissenem Halsfell und Krone und der Umschrift „AMT GADEBUSCH • LANDKREIS NORDWESTMECKLENBURG“.

## Belege
1. ↑  Statistisches Amt M-V – Bevölkerungsstand der Kreise, Ämter und Gemeinden 2023 (XLS-Datei) (Amtliche Einwohnerzahlen in Fortschreibung des Zensus 2011) (Hilfe dazu).
2. ↑  Hauptsatzung § 1 Abs.2